# 井岡雅宏
井岡 雅宏（いおか まさひろ、1941年2月18日 - 1985年9月25日）は、日本のアニメーション美術監督。『アルプスの少女ハイジ』や、『赤毛のアン』など、フジテレビ系テレビアニメシリーズ『世界名作劇場』における美術監督として有名。

## 来歴・人物
北海道札幌東高等学校卒業、1964年北海道学芸大学中退。東映動画入社、1969年退社、71-72年千葉秀雄の「七一画房」に所属。73年ズイヨー映像、75年日本アニメーション。82年退社、83年パンメディア入社。
『アルプスの少女ハイジ』『赤毛のアン』の他、『あらいぐまラスカル』といった自然描写が多くのシーンを占める作品で美術監督を務め、高い評価を得た。その巧みな自然描写は、宮崎駿や高畑勲からも賞賛されている。『アルプスの少女ハイジ』は、制作前に海外現地調査を行っているが、井岡はこの調査には参加していない。そのため、制作には相当な苦労を重ねたという。
2001年、スタジオジブリ編集による画集『井岡雅宏画集―「赤毛のアン」や「ハイジ」のいた風景』が出版された。
2015年、東京アニメアワード2015功労部門（第11回）を受賞した。

## 主な作品
- 1971年　アニメンタリー 決断（美術設定）
- 1972年　モンシェリCoCo（美術監督）
- 1974年　アルプスの少女ハイジ（美術監督）
- 1975年　草原の少女ローラ（美術監督）
- 1975年　みつばちマーヤの冒険（美術監督）
- 1976年　ピコリーノの冒険（美術監督）
- 1977年　あらいぐまラスカル（美術監督[2]）
- 1978年　ペリーヌ物語（美術監督）
- 1979年　赤毛のアン (アニメ)（美術監督）
- 1981年　家族ロビンソン漂流記 ふしぎな島のフローネ（美術監督）
- 1983年　アルプス物語 わたしのアンネット（美術監督）
- 1983年　オズの魔法使い　パイロットフィルム（美術監督）遺作